# Campionat d'escacs de Guatemala
El Campionat d'escacs de Guatemala és un torneig d'escacs estatal del Guatemala per determinar el campió del país.

## Quadre d'honor
| Any       | Guanyadors masculins          |
| --------- | ----------------------------- |
| 1923      | Carlos W. Morales             |
| 1924      | Julio Urrutia                 |
| 1925      | Rafael Rodríguez Padilla      |
| 1926      | José Luis Asturias            |
| 1927      | José Luis Asturias            |
| 1928      | José Luis Asturias            |
| 1929      | José Luis Asturias            |
| 1930      | José Luis Asturias            |
| 1931      | José Luis Asturias            |
| 1932      | José Luis Asturias            |
| 1933      | Enrique Hidalgo               |
| 1934      | Guillermo Vassaux             |
| 1935      | Guillermo Vassaux             |
| 1936      | Guillermo Vassaux             |
| 1937      | Enrique Hidalgo               |
| 1938      | Guillermo Vassaux             |
| 1939      | Guillermo Vassaux             |
| 1940      | Ricardo García Ruíz           |
| 1941      | Carlos Enrique Salazar        |
| 1942      | Ricardo Mencos                |
| 1943      | Carlos Enrique Salazar        |
| 1944      | Carlos Enrique Salazar        |
| 1945      | Enrique Hidalgo               |
| 1946      | Enrique Hidalgo               |
| 1947      | Guillermo Vassaux             |
| 1948      | Guillermo Vassaux             |
| 1949      | Guillermo Vassaux             |
| 1950      | Manuel Barbales               |
| 1951      | Manuel Barbales               |
| 1952      | Manuel Barbales               |
| 1953      | Rafael Rosito                 |
| 1954      | Manuel Martínez               |
| 1955      | Manuel Martínez               |
| 1956      | Guillermo Vassaux             |
| 1957      | Guillermo Vassaux             |
| 1958      | Guillermo Vassaux             |
| 1959      | Guillermo Vassaux             |
| 1960      | Abel Girón                    |
| 1961      | Abel Girón                    |
| 1962      | Abel Girón                    |
| 1963      | Abel Girón                    |
| 1964      | Abel Girón                    |
| 1965      | Abel Girón                    |
| 1966      | Abel Girón                    |
| 1967      | Abel Girón                    |
| 1968      | Abel Girón                    |
| 1969      | Otto Rolando de León          |
| 1970      | Guillermo Vassaux             |
| 1971      | Otto Rolando de León          |
| 1972      | Otto Rolando de León          |
| 1973      | Guillermo Vassaux             |
| 1974      | Ramón Quintana                |
| 1975      | Ramón Quintana                |
| 1976      | Fredy Pérez                   |
| 1977      | Danilo Canda                  |
| 1978      | Gonzalo Deras                 |
| 1979      | Roberto Molina                |
| 1980      | Carlos Armando Juárez Flores  |
| 1981      | Pablo Rodas Martini           |
| 1982      | Pablo Rodas Martini           |
| 1983      | Carlos Armando Juárez Flores  |
| 1984      | Carlos Armando Juárez Flores  |
| 1985      | Carlos Armando Juárez Flores  |
| 1986      | Carlos Armando Juárez Flores  |
| 1987      | Carlos Armando Juárez Flores  |
| 1988      | Carlos Armando Juárez Flores  |
| 1989      | Carlos Antonio Reyes Nájera   |
| 1990      | Carlos Antonio Reyes Nájera   |
| 1991      | Carlos Armando Juárez Flores  |
| 1992      | Carlos Antonio Reyes Nájera   |
| 1993      | Carlos Armando Juárez Flores  |
| 1994      | Carlos Armando Juárez Flores  |
| 1995      | Carlos Armando Juárez Flores  |
| 1996      | Alfonso Roberto Juárez Flores |
| 1997      | Alfonso Roberto Juárez Flores |
| 1998      | Carlos Armando Juárez Flores  |
| 1999      | Carlos Armando Juárez Flores  |
| 2000      | Carlos Armando Juárez Flores  |
| 2001      | Carlos Armando Juárez Flores  |
| 2002      | Carlos Armando Juárez Flores  |
| 2003      | Carlos Armando Juárez Flores  |
| 2004      | Carlos Armando Juárez Flores  |
| 2005      | Carlos Armando Juárez Flores  |
| 2006      | Carlos Armando Juárez Flores  |
| 2007      | Carlos Armando Juárez Flores  |
| 2009      | Carlos Armando Juarez Flores  |
| 2010      | Carlos Armando Juarez Flores  |
| 2011      | Carlos Quiñones               |
| 2012      | Carlos Armando Juraez Flores  |
| 2013      | Winston Darwin Cu Hor         |
| 2014-2015 | Carlos Armando Juarez Flores  |
| 2016      | Carlos Armando Juarez Flores  |
| 2017      | Carlos Armando Juarez Flores  |
| 2018      | Winston Cu Hor                |
| 2019      | Winston Cu Hor                |
| 2020      | Carlos Armando Juarez Flores  |
| 2021      | Carlos Armando Juarez Flores  |
| 2022      | Carlos Armando Juarez Flores  |
| 2023      | Carlos Armando Juarez Flores  |
| 2024      | Carlos Armando Juarez Flores  |

| Any  | Guanyadores femenines              |
| ---- | ---------------------------------- |
| 1925 | Judith Quiñónez de García Granados |
| 1981 | Sílvia Carolina Mazariegos         |
| 1982 | Sílvia Carolina Mazariegos         |
| 1983 | Sílvia Carolina Mazariegos         |
| 1984 | Sílvia Carolina Mazariegos         |
| 1985 | Sílvia Carolina Mazariegos         |
| 1986 | Sílvia Carolina Mazariegos         |
| 1987 | Sílvia Carolina Mazariegos         |
| 1988 | Sílvia Carolina Mazariegos         |
| 1989 | Sílvia Carolina Mazariegos         |
| 1990 | Sílvia Carolina Mazariegos         |
| 1991 | Sílvia Carolina Mazariegos         |
| 1992 | Sílvia Carolina Mazariegos         |
| 1993 | Sílvia Carolina Mazariegos         |
| 1994 | Sílvia Carolina Mazariegos         |
| 1995 | Íngrid Lorena Martínez Porras      |
| 1996 | Dina Lissette Castillo Melendez    |
| 1997 | Dina Lissette Castillo Melendez    |
| 1998 | Íngrid Lorena Martínez Porras      |
| 1999 | Íngrid Lorena Martínez Porras      |
| 2000 | Karla Vanessa Monterroso Ochoa     |
| 2001 | Sílvia Carolina Mazariegos         |
| 2002 | Silvia Carolina Mazariegos         |
| 2003 | Íngrid Lorena Martínez Porras      |
| 2004 | Sílvia Carolina Mazariegos         |
| 2005 | Íngrid Lorena Martínez Porras      |
| 2006 | Claudia Mencos                     |
| 2007 | Claudia Mencos                     |
| 2008 | Claudia Mencos                     |
| 2009 | Claudia Mencos                     |
| 2010 | Claudia Mencos                     |
| 2011 | Claudia Mencos                     |
| 2012 | Caludia Mencos                     |
| 2013 | Silvia Sotomayor                   |
| 2014 | Silvia Mazariegos                  |
| 2016 | Silvia Mazariegos                  |
| 2017 | Maria Mencos Castiilo              |
| 2018 | Carolina Michelle Mencos           |
| 2019 | Silvia Mazariegos                  |
| 2020 | Silvia Mazariegos                  |
| 2021 | Silvi Sotomayor                    |
| 2022 | Silvia Mazariegos                  |
| 2023 | Silvia Mazariegos                  |
| 2024 | Laura Jop Aspuac                   |